# Manufaktura, Bảo tàng nhà máy

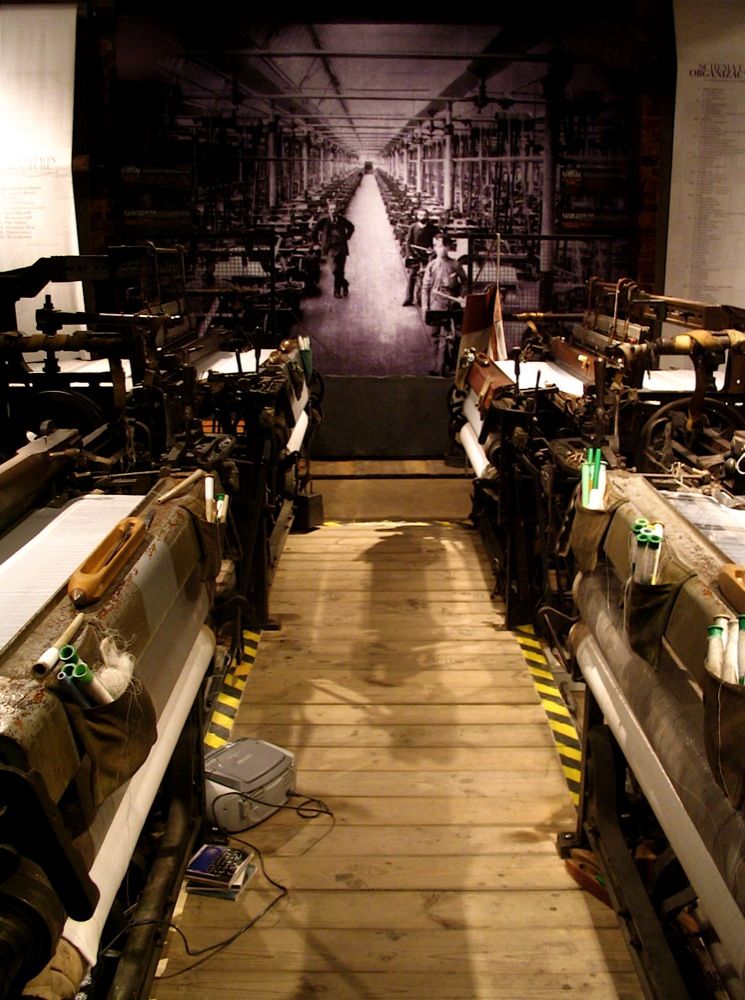

Muzeum Fabryki, (Manufaktura, Museum of the Factory) là một bảo tàng ở Łódź, Ba Lan. Bảo tàng là một điểm neo nằm trên Tuyến đường di sản công nghiệp châu Âu.

## Bối cảnh
Muzeum Fabryki (Bảo tàng Nhà máy) nằm trong khu phức hợp Manufaktura được xây dựng trên khu đất rộng 30 ha của nhà công nghiệp Izrael Poznański. Ông đã noi gương các chủ sở hữu nhà máy Lancashire đã xây dựng nhà cửa và nhà thờ và bệnh viện tại chỗ cho công nhân của mình. Poznański là một thợ dệt bậc thầy, bằng cách làm cho một cuộc hôn nhân của ông tốt đẹp, ông có thể bắt đầu sử dụng thợ dệt trong các ngôi nhà mà ông đã xây dựng. Năm 1872, ông đã xây dựng nhà máy dệt chạy bằng hơi nước đầu tiên của mình cho các máy dệt chạy trên đường phố Ogrodowa. Nhà của công nhân hai tầng được xây dựng theo sau. Đến năm 1878, ông có một ngôi nhà ở góc đường Ogrodowa và Zachodnia; nhà máy kéo sợi mới của ông đã được mở rộng từ 3600 cọc sợi lên 50.000 cọc sợi. Năm 1900, ông qua đời và con trai ông là Ignacy Poznański lên nắm quyền. Đến năm 1903, ngôi nhà chung cư ban đầu được xây dựng lại dưới dạng Cung điện mới của Izrael Poznański. Chiến tranh thế giới thứ nhất đã ngăn chặn sự bành trướng và những năm giữa thế giới gặp khó khăn về tài chính. Trong Thế chiến I, các nhà máy đã bị chiếm đóng, và khi kết thúc, nhà nước đã quốc hữu hóa tài sản. Các nhà máy đóng cửa vào năm 1992.

## Viện bảo tàng
Muzeum Fabryki kể về lịch sử của vận may của ngành công nghiệp ở Poznański. Nó cho thấy nhà máy phát triển đúng thời điểm, kỹ thuật sản xuất vải cotton và cuộc sống hàng ngày của những công nhân nhà máy.